# Mundgod
Mundgod là một thị xã panchayat của quận Uttara Kannada thuộc bang Karnataka, Ấn Độ.

## Địa lý
Mundgod có vị trí 14°58′B 75°02′Đ / 14,97°B 75,03°Đ Nó có độ cao trung bình là 567 mét (1860 feet).

## Nhân khẩu
Theo điều tra dân số năm 2001 của Ấn Độ, Mundgod có dân số 16.171 người. Phái nam chiếm 51% tổng số dân và phái nữ chiếm 49%. Mundgod có tỷ lệ 67% biết đọc biết viết, cao hơn tỷ lệ trung bình toàn quốc là 59,5%: tỷ lệ cho phái nam là 73%, và tỷ lệ cho phái nữ là 62%. Tại Mundgod, 15% dân số nhỏ hơn 6 tuổi.